# 泰竹
泰竹（学名：Thyrsostachys siamensis），种加名 siamensis 意为“暹罗的”，又名暹罗竹，为禾本科泰竹属下的一个种。秆匀称，通直，常形成密集而较小的竹丛。梢头劲直，高7－15米，粗3－5厘米。